# Vårlångvecklare
Vårlångvecklare (Tortricodes alternella) är en fjärilsart som beskrevs av Michael Denis och Ignaz Schiffermüller 1776. Vårlångvecklare ingår i släktet Tortricodes och familjen vecklare. Arten är reproducerande i Sverige. Inga underarter finns listade i Catalogue of Life.

## Bildgalleri

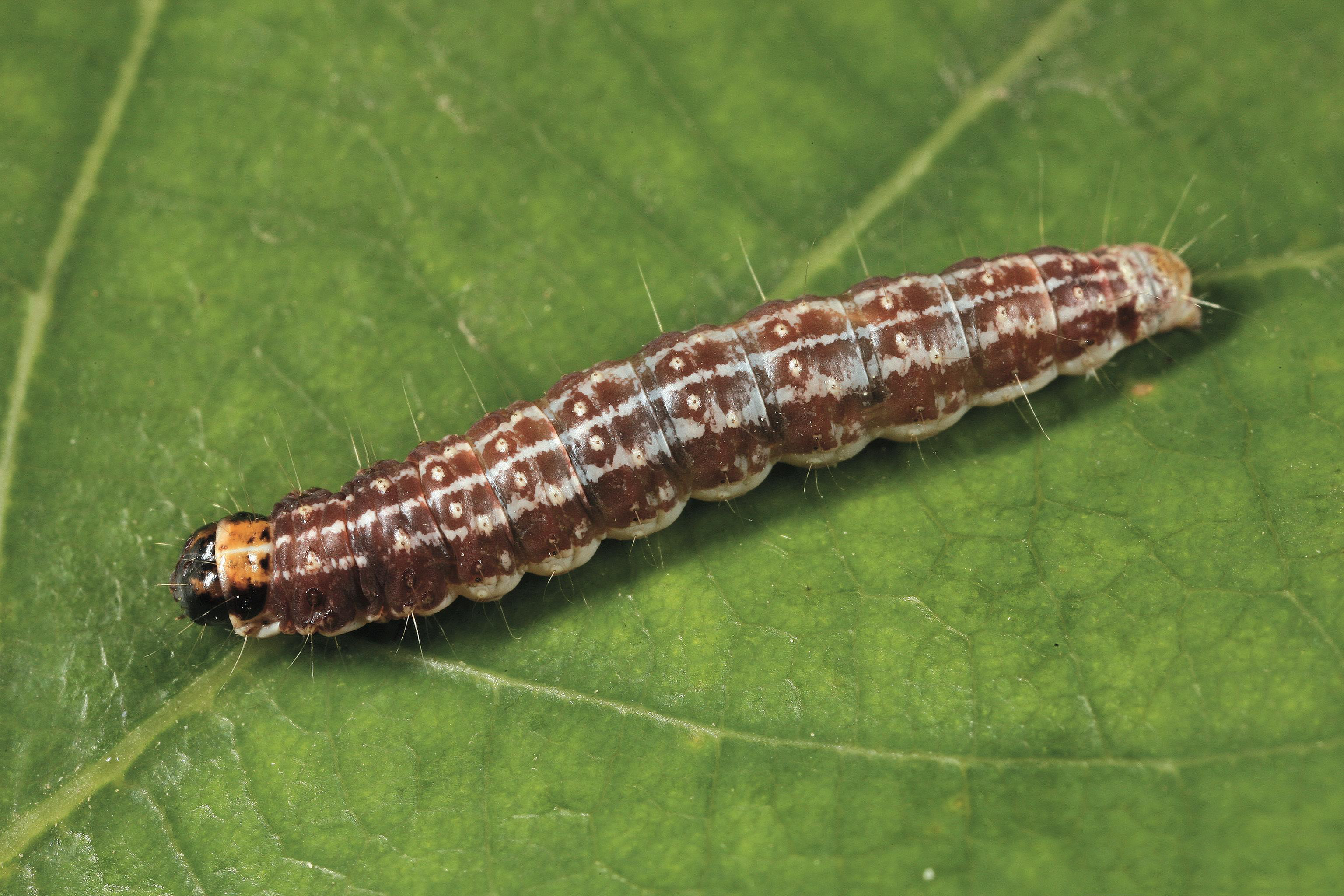
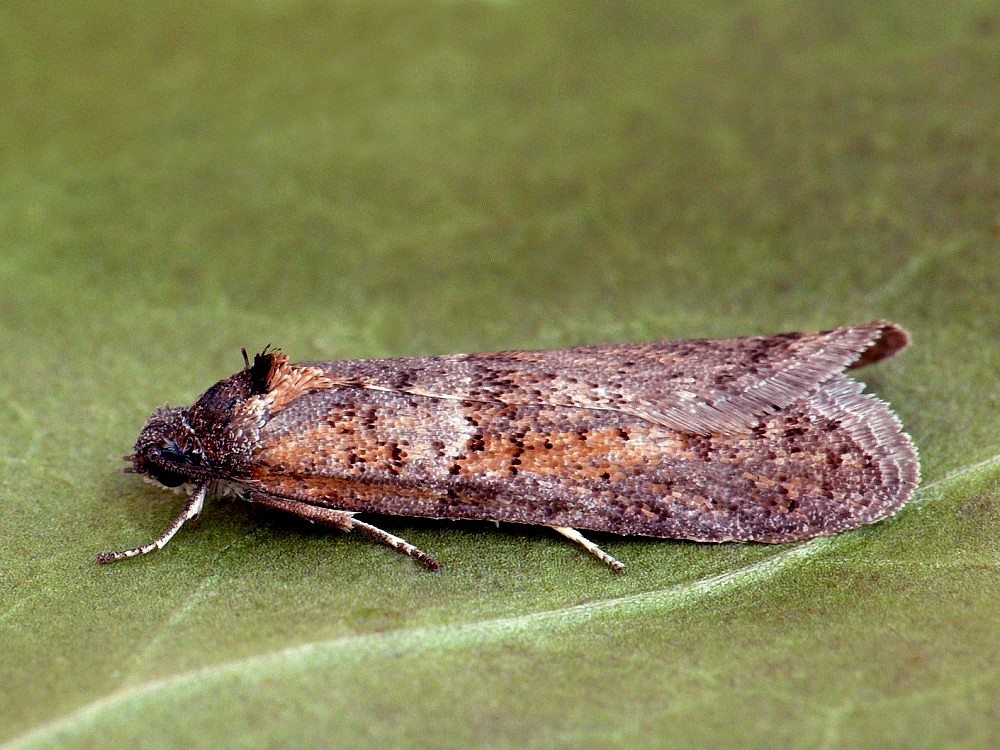
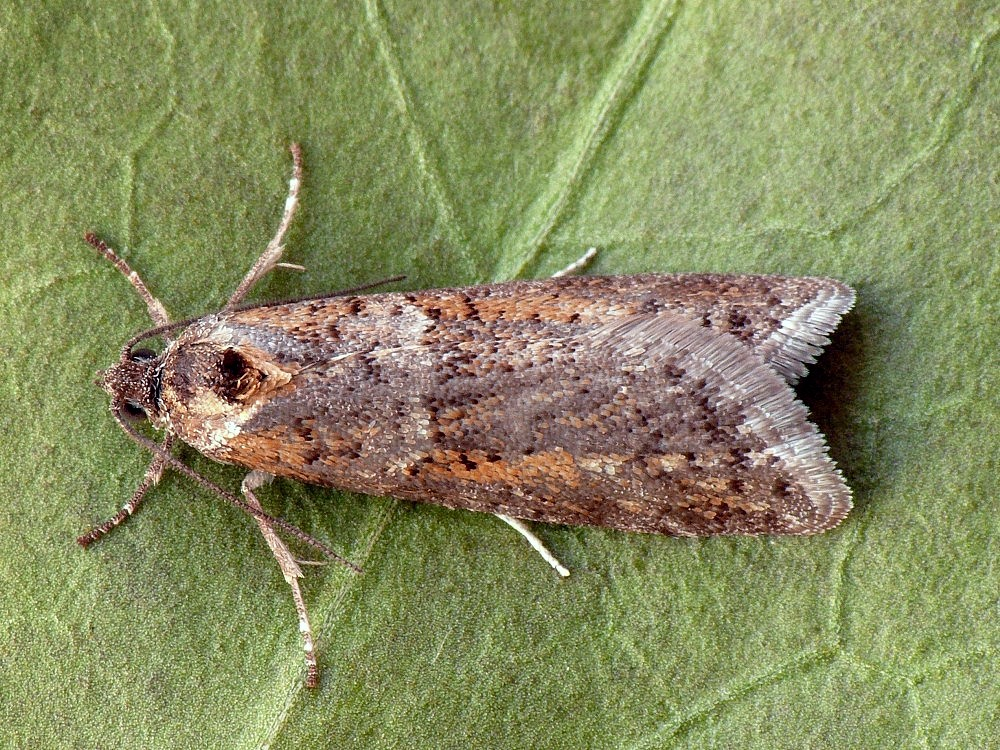